# Elezioni parlamentari in Grecia del novembre 1989
Le elezioni parlamentari in Grecia del novembre 1989 si tennero il 5 novembre.

## Risultati
| Liste                                                                       | Voti      | %     | Seggi |
| --------------------------------------------------------------------------- | --------- | ----- | ----- |
| Nuova Democrazia                                                            | 3 093 479 | 46,19 | 148   |
| Movimento Socialista Panellenico                                            | 2 724 334 | 40,68 | 128   |
| Coalizione della Sinistra e del Progresso                                   | 734 611   | 10,97 | 21    |
| Ecologisti Alternativi                                                      | 39 158    | 0,58  | 1     |
| Fiducia                                                                     | 24 623    | 0,37  | 1     |
| Iniziativa di Sinistra dei Comunisti Radicali Ecologisti (KKE Es-AA - EKKE) | 13 461    | 0,20  | –     |
| Kollatos - Movimento Ellenico Ecologista                                    | 13 058    | 0,19  | –     |
| Destino                                                                     | 11 730    | 0,18  | 1     |
| Ecologisti di Grecia                                                        | 10 223    | 0,15  | –     |
| Partito dei Liberali                                                        | 5 125     | 0,08  | –     |
| Unioni Popolari di Gruppi Sociali Interpartitici                            | 4 410     | 0,07  | –     |
| Partito Comunista di Grecia (Marxista-Leninista)                            | 3 188     | 0,05  | –     |
| Altri <0,05%                                                                | 20 168    | 0,30  | –     |
| Totale                                                                      | 6 697 568 | 100   | 300   |